# Küsten

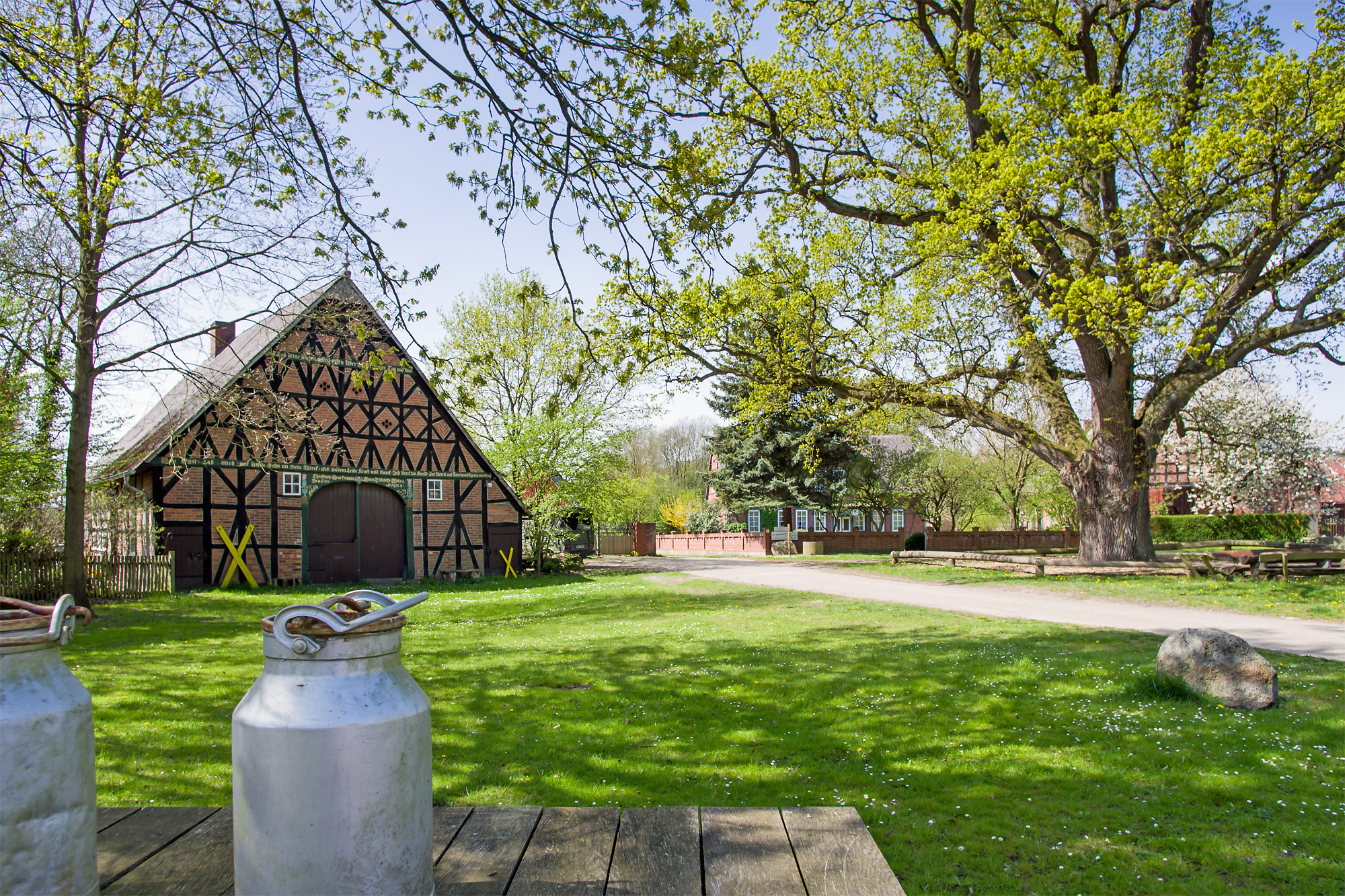
Alter Dorfkern von Küsten (Hauptort)

Küsten (Aussprache mit langem ü) ist eine Gemeinde im Landkreis Lüchow-Dannenberg in Niedersachsen.

## Geografie

### Geografische Lage
Küsten liegt im Wendland innerhalb der Biosphärenregion Elbtalaue-Wendland auf der Grundmoräne des Niederen Drawehn. Die Gemeinde gehört der Samtgemeinde Lüchow (Wendland) an, die ihren Verwaltungssitz sieben Kilometer östlich von Küsten in der Stadt Lüchow hat.

### Entfernungen
| Hamburg 100 km Lüneburg 57 km | Schwerin 90 km Dannenberg 16 km             | Dömitz 28 km                |
| Uelzen 35 km Bremen 160 km    | Kompassrose, die auf Nachbargemeinden zeigt | Lüchow 7 km                 |
| Celle 80 km Hannover 120 km   | Salzwedel 20 km Wolfsburg 70 km             | Stendal 80 km Berlin 180 km |

### Gemeindegliederung
Die Gemeinde Küsten besteht aus folgenden Ortsteilen:
Belitz, Göttien mit Nienhof und Olde-Mühle, Gühlitz, Karmitz, Klein Witzeetze, Krummasel, Küsten, Lübeln, Meuchefitz, Naulitz, Reitze, Saggrian, Sallahn, Schwiepke, Seerau im Drawehn, Süthen, Tolstefanz, Tüschau.

### Flächenaufteilung
Nach Daten des Statistischen Landesamtes, Stand 2005.

## Geschichte

### Frühgeschichte und Mittelalter
Die erste Siedlung in Küsten ist für das erste Jahrhundert vor oder nach Christus nachgewiesen. Sie lag südlich von Küsten an der Straße nach Naulitz. Bei einer Ausgrabung wurden ein Getreidesilo, ein Hüttengrundriss, Abfallgruben und Wohngrubenreste entdeckt. Aus ähnlicher Zeitstellung stammen Reste und Grundmauern mehrerer Schmelzöfen der frühen Eisenzeit sowie Schlacken und Raseneisenerz, die östlich des Dorfes auf dem Prellerberg gefunden wurden. Ein Körpergrab in der Gemarkung ist für das 3. bis 4. Jahrhundert datiert worden. Der Bestattete scheint aufgrund der Grabbeigaben ein langobardischer Freier gewesen zu sein. Insgesamt sind in und um Küsten bisher zwölf frühgeschichtliche Fundstellen entdeckt worden.
Küsten war bereits im Mittelalter ein Kirchort. Der erste Rektor der Kirche ist für 1377 nachgewiesen. Die Kirche in Meuchefitz gehörte schon damals zur Pfarre in Küsten.

### Neuzeit

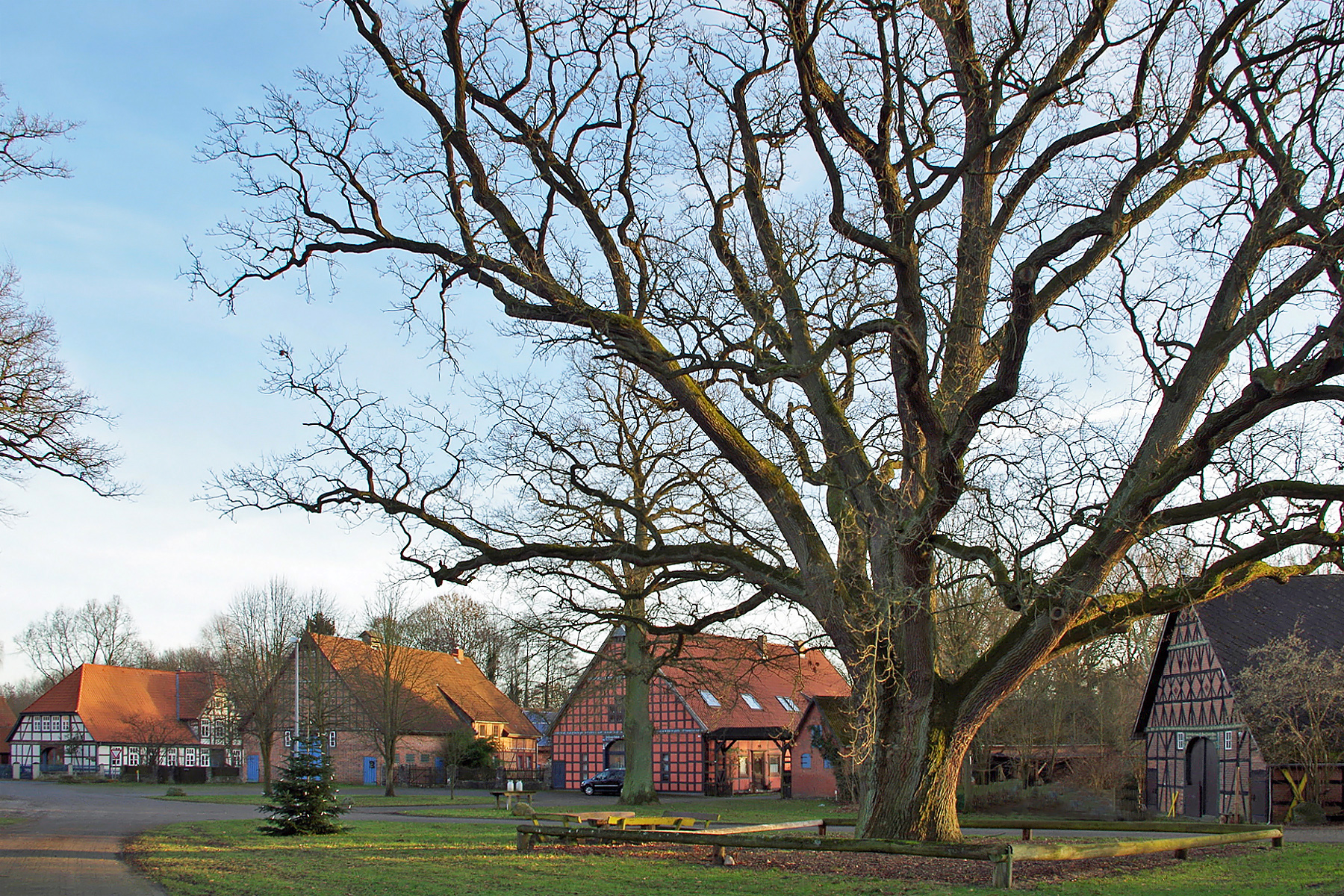
Dorfplatz von Küsten mit verbliebener Rundlingsbebauung am Südrand und markanter Alteiche

Im Winsener Schatzregister von 1450 findet sich das älteste Namensverzeichnis von Küsten. Zehn Hakenhufen bestanden damals und ein Kossater, der in der Zählung als arm bezeichnet wird. Der Kossater lebte außerhalb des Rundlings und die Pfarrstelle war im Rundling. 1548 wurde ein neues Pfarrhaus an der Stelle gebaut, wo bis dahin der Kossater seinen Hof hatte. Dort ist bis heute das Gemeindehaus. 17 Höfner sind im Höferegister von 1564 angegeben.
Während des Dreißigjährigen Krieges litt das Dorf, wie die ganze Region, sowohl unter schwedischen als auch kaiserlichen Truppen. Im Untertanen- und Höferegister des Amtes Lüchow und Warpke wurden 1639 7 Vollhufner, 6 Halbhufner und ein Kossater gezählt. Zu dieser Zeit waren nur auf sechs Höfen Familien, die anderen Höfe waren wüst und abgebrannt. Die Pfarrstelle war abgebrannt und nicht besetzt. Für das ganze Dorf sind keine Pferde und Kühe angegeben worden. Die Pfarrchronik von Küsten berichtet, dass 1643 auf dem Plater Damm 200 Bauern aus der Umgebung, die sich ihnen entgegenstellten, von einem schwedischen Reiterregiment unter dem Obristen Behr getötet worden sind.
Nach der Dannenberger Schulordnung des Generalsuperintendenten Joachim Hildebrand von 1687 bestand der Schulbezirk Küsten aus den Dörfern Küsten, Süthen, Naulitz und Göttien. Ein eigener Lehrer ist für die Schule ab 1750 nachzuweisen, bis dahin wurde der Unterricht vom Küster der Kirchengemeinde durchgeführt. Das Schulhaus ist 1875 abgebaut und ein neues Gebäude errichtet worden. Meuchefitz hatte in Seerau für die Dörfer seiner Kirchgemeinde lange eine eigene Schule. Nach dem Krieg sind 1684 sind wieder zehn Höfe und ein Kossater im Dorf. Bis Anfang des 19. Jahrhunderts beschränkte sich das Dorf auf den Rundling südlich der Landstraße. Im Dorf gibt es zu dieser Zeit 13 Höfe, das Pfarrhaus und eine Schule. Die Pfarrstelle ist mit einer Vollhufe, zur Versorgung des Pastors, ausgestattet. In der Franzosenzeit gehörten die vormals kurhannoverschen Dörfer von 1810 bis 1813 im Königreich Westphalen teilweise zum Departement der Elbe und dem Departement der Aller. In dieser Zeit kämpften Küstener in der King’s German Legion weiterhin gegen Napoleons Besetzung bis zur Schlacht bei Waterloo.
Bis ins 19. Jahrhundert wirtschafteten die Bauern des Dorfes auf gemeinsamen Flächen. 1834 wurde in Küsten die Verkoppelung durchgeführt und alle Flächen den Bauern zugeteilt. Als 1878 die Straße von Lüchow nach Uelzen ausgebaut wurde, bemühten sich die Küstener, dass die Straße durch Küsten bzw. ganz nahe am Rundling vorbeiführt (heutige B 493). Bis dahin führte die Landstraße in Küsten von Lüchow nach Granstedt. Die Straße nach Uelzen führte weiter nördlich am Dorf vorbei.  Das Dorf entwickelte sich von nun an entlang der Landstraße und darüber hinaus. Nördlich des Weges „Alte Heerstraße“, der frühere Weg nach Uelzen, wird Ende des Jahrhunderts eine Schmiede gegründet, die bis nach dem Zweiten Weltkrieg bestand. Die Schmiede ist der Ursprung des Ortsteiles Grünewald, der ursprünglich in der Gemarkung Göttien lag und heute zu Küsten gehört. Eine Schmiedefamilie übernahm 1929 die seit 1815 bis heute bestehende Schmiede in Schwiepke. 1885 gründeten Küstener einen Kriegerverein, der bis in die 1930er Jahre bestand.

### 20. Jahrhundert
1902 wurde in Küsten eine Freiwillige Feuerwehr gegründet. Im Jahre 1900 war bereits eine Handdruckspritze angeschafft worden. Am 19. September 1904 brach abends ein Feuer aus, das 19 Gebäude zerstörte, wobei es sich um die Hälfte des Rundlings handelte. Gegen den Brand waren 27 Spritzen im Einsatz. Das Dorf wurde danach nicht vollständig beziehungsweise in der traditionellen Bauweise mit Vierständerhäusern wieder aufgebaut. Ein wieder aufgebauter Hof richtet sich seither nicht mehr zum Rundling, sondern zur Chaussee aus und wird in einer prunkvollen Backsteinbauweise der Gründerzeit gebaut. In dem gleichen Jahr wurde in Küsten eine Molkerei an der Straße nach Göttien gegründet, die bis in die 1960er Jahre bestand. Die Jahrzehnte vor dem Ersten Weltkrieg waren in den umliegenden Dörfern und insbesondere im Dorf Küsten von einer allgemeinen Prosperität gekennzeichnet.
In Küsten und den umliegenden Dörfern war traditionell die Deutsch-Hannoversche Partei stark. Die Herzogin Viktoria Luise wurde noch 1952 mit „allen Ehren“ im Dorf empfangen. Frühzeitig wählte man hier schon bei freien Wahlen zum Ende der Weimarer Republik mehrheitlich die NSDAP. Küsten war Anfang der 1930er Jahre wie fast der ganze Landkreis eine Hochburg der NSDAP.
Anzahl der Stimmen im Wahlort Küsten für die letzten drei Reichstagswahlen der Weimarer Republik:
| Datum      | NSDAP | SPD | DNVP* | KPD | DVP | DHP | sonstige |
| ---------- | ----- | --- | ----- | --- | --- | --- | -------- |
| 14.09.1930 | 30    | 7   | 4     | 5   | 4   | 28  | 7        |
| 06.11.1932 | 56    | 2   | 12    | 1   | 2   | 11  | 0        |
| 05.03.1933 | 72    | 2   | 12    | 0   | 0   | 8   | 0        |

Anzahl der Stimmen in den Wahlorten Tüschau, Sallahn, Karmitz, Krummasel, Tolstefanz, Küsten, Göttien, Naulitz, Gühlitz, Reitze und Lübeln, die das Gebiet der heutigen Gemeinde Küsten abdecken:
| Datum      | NSDAP | SPD | DNVP* | Zentrum | KPD | DVP | DDP | Landvolk | DHP |
| ---------- | ----- | --- | ----- | ------- | --- | --- | --- | -------- | --- |
| 06.11.1932 | 497   | 44  | 55    | 1       | 12  | 11  | 6   | 14       | 120 |
| 05.03.1933 | 735   | 16  | 62    | 0       | 3   | 3   | 0   | 0        | 105 |

1933 trat die DNVP als Kampffront Schwarz-Weiß-Rot an.
Im Dorf wurden während des Zweiten Weltkrieges weder durch Luftangriffe noch durch Kampfhandlungen Häuser beschädigt. Soldaten der Wehrmacht wollten vor dem Anrücken der alliierten Soldaten noch eine Panzersperre am Dorfausgang in Richtung Uelzen aufbauen, rückten dann wieder ab, bevor amerikanische Soldaten das Dorf erreichten. Am 23. April 1945 zogen Soldaten des 116. Infanterieregiments der 29. US-Infanteriedivision von Süden kommend durch die Gemeinde zur Elbe und besetzten die Dörfer. Im Dorf waren für einige Wochen nach dem Krieg polnische und ukrainische frühere Zwangsarbeiter als Displaced Persons untergebracht. Mitte Juni 1945 übernahmen britische Soldaten die Besatzungsmacht. Unter den Flüchtlingen, die im Dorf lebten, befand sich auch die Familie des Künstlers Jürgen Goertz.
Ab 1920 bestand in Küsten ein Reitverein. Nach dem Zweiten Weltkrieg gründet sich 1946 der Sportverein Küsten mit Abteilungen für Handball, Fußball, Leichtathletik, Reiten und Tischtennis. Heute (2014) bietet der Sportverein Fußball, Gymnastik und Kinderturnen sowie Ju-Jutsu an. Erst 1964 erhielt die Feuerwehr in Küsten ein gebrauchtes Löschfahrzeug. Die Freiwillige Feuerwehr Küsten ist inzwischen eine Stützpunktfeuerwehr. Die größten Einsätze der Feuerwehr waren 1975 der Waldbrand im Gartower Forst während des Brandes in der Lüneburger Heide und die Hochwassereinsätze 2002 sowie 2006 und 2013.
Am 1. Juli 1972 wurden die Gemeinden Belitz, Göttien, Gühlitz, Karmitz, Krummasel, Küsten, Lübeln, Meuchefitz, Naulitz, Reitze, Sallahn, Schwiepke, Tolstefanz und Tüschau zur Gemeinde Küsten zusammengefasst. Küsten ist heute eine Wohngemeinde. Menschen von Außerhalb des Wendlandes ziehen oft als Selbstständige in die Gemeinde.

### Einwohnerentwicklung

Einwohnerentwicklung von Küsten von 1821 bis 2020 nach nebenstehender Tabelle

| \| Jahr \| Ort Küsten[26] \| Gemeinde Küsten \| \| ---- \| -------------- \| --------------- \| \| 1821 \| 64 \| \| \| 1848 \| 133 \| \| \| 1885 \| 161 \| \| \| 1925 \| 163 \| \| \| 1939 \| 132 \| \| \| 1950 \| 258 \| \| \| 1972 \| 276 \| 1382 \| \| 1980 \| 399 \| 1301 \| \| 1990 \| 369 \| 1316 \| \| 2000 \| 379 \| 1440 \| \| 2010 \| 367 \| 1391 \| \| 2020 \| \| 1340 \| |            |                 |
| Jahr | Ort Küsten | Gemeinde Küsten |
| 1821 | 64         |                 |
| 1848 | 133        |                 |
| 1885 | 161        |                 |
| 1925 | 163        |                 |
| 1939 | 132        |                 |
| 1950 | 258        |                 |
| 1972 | 276        | 1382            |
| 1980 | 399        | 1301            |
| 1990 | 369        | 1316            |
| 2000 | 379        | 1440            |
| 2010 | 367        | 1391            |
| 2020 |            | 1340            |

## Politik
Die Gemeinde Küsten gehört zum Landtagswahlkreis 48 Elbe und zum Bundestagswahlkreis 38 Lüchow-Dannenberg – Lüneburg.

### Gemeinderat
Der Rat der Gemeinde Küsten besteht aus 11 Ratsmitgliedern. Die Ratsmitglieder werden durch eine Kommunalwahl für jeweils fünf Jahre gewählt.
Die vergangenen Kommunalwahlen ergaben folgende Ergebnisse und Sitzverteilungen:
| Parteien und Wählergemeinschaften | Parteien und Wählergemeinschaften           | % 2021 | Sitze 2021 | % 2016 | Sitze 2016 | % 2011 | Sitze 2011 | Gemeinderatswahl 2021 %403020100 28 % (−11 %p)n. k. % (−25 %p)30 % (+9 %p)n. k. % (−9 %p)n. k. % (−6 %p)38 % (n. k. %p)4 % (n. k. %p) FWWGLWCDUURBANSPDGrüneAfD20162021 |
| Grüne                             | Bündnis 90/Die Grünen                       | 38     | 4          | -      | -          | -      | -          | Gemeinderatswahl 2021 %403020100 28 % (−11 %p)n. k. % (−25 %p)30 % (+9 %p)n. k. % (−9 %p)n. k. % (−6 %p)38 % (n. k. %p)4 % (n. k. %p) FWWGLWCDUURBANSPDGrüneAfD20162021 |
| CDU                               | Christlich Demokratische Union Deutschlands | 30     | 3          | 21     | 2          | 11     | 1          | Gemeinderatswahl 2021 %403020100 28 % (−11 %p)n. k. % (−25 %p)30 % (+9 %p)n. k. % (−9 %p)n. k. % (−6 %p)38 % (n. k. %p)4 % (n. k. %p) FWWGLWCDUURBANSPDGrüneAfD20162021 |
| FWW                               | Freie Wählergemeinschaft Wendland           | 28     | 3          | 39     | 4          | 53     | 6          | Gemeinderatswahl 2021 %403020100 28 % (−11 %p)n. k. % (−25 %p)30 % (+9 %p)n. k. % (−9 %p)n. k. % (−6 %p)38 % (n. k. %p)4 % (n. k. %p) FWWGLWCDUURBANSPDGrüneAfD20162021 |
| AfD                               | Alternative für Deutschland                 | 4      | 1          | -      | -          | -      | -          | Gemeinderatswahl 2021 %403020100 28 % (−11 %p)n. k. % (−25 %p)30 % (+9 %p)n. k. % (−9 %p)n. k. % (−6 %p)38 % (n. k. %p)4 % (n. k. %p) FWWGLWCDUURBANSPDGrüneAfD20162021 |
| GLW                               | Grüne Liste Wendland                        | -      | -          | 25     | 3          | 22     | 2          | Gemeinderatswahl 2021 %403020100 28 % (−11 %p)n. k. % (−25 %p)30 % (+9 %p)n. k. % (−9 %p)n. k. % (−6 %p)38 % (n. k. %p)4 % (n. k. %p) FWWGLWCDUURBANSPDGrüneAfD20162021 |
| URBAN                             | Einzelkandidat Urban                        | -      | -          | 9      | 1          | 8      | 1          | Gemeinderatswahl 2021 %403020100 28 % (−11 %p)n. k. % (−25 %p)30 % (+9 %p)n. k. % (−9 %p)n. k. % (−6 %p)38 % (n. k. %p)4 % (n. k. %p) FWWGLWCDUURBANSPDGrüneAfD20162021 |
| SPD                               | Sozialdemokratische Partei Deutschlands     | -      | -          | 6      | 1          | 7      | 1          | Gemeinderatswahl 2021 %403020100 28 % (−11 %p)n. k. % (−25 %p)30 % (+9 %p)n. k. % (−9 %p)n. k. % (−6 %p)38 % (n. k. %p)4 % (n. k. %p) FWWGLWCDUURBANSPDGrüneAfD20162021 |
| Gesamt                            | Gesamt                                      | 100    | 11         | 100,0  | 11         | 100,0  | 11         | Gemeinderatswahl 2021 %403020100 28 % (−11 %p)n. k. % (−25 %p)30 % (+9 %p)n. k. % (−9 %p)n. k. % (−6 %p)38 % (n. k. %p)4 % (n. k. %p) FWWGLWCDUURBANSPDGrüneAfD20162021 |
| Wahlbeteiligung                   | Wahlbeteiligung                             | 74,3 % | 74,3 %     | 68,3 % | 68,3 %     | 65,7 % | 65,7 %     | Gemeinderatswahl 2021 %403020100 28 % (−11 %p)n. k. % (−25 %p)30 % (+9 %p)n. k. % (−9 %p)n. k. % (−6 %p)38 % (n. k. %p)4 % (n. k. %p) FWWGLWCDUURBANSPDGrüneAfD20162021 |

### Bürgermeister
Der ehrenamtliche Bürgermeister Michael Schulz ist 2016 vom Rat gewählt worden.
Auflistung der Bürgermeister seit der Gemeindereform 1972:
- 1972–1977 Heinz-Adolf Möller
- 1977–1979 Walter Jung
- 1979–1981 Wilfried Seide
- 1981–1982 August Voigt
- 1982–1983 Bernd Kräft
- 1983–1991 Heinz-Adolf Möller
- 1991–1993 Werner Gifhorn
- 1993      März bis August kein Bürgermeister, Ewald Meyer (kommissarisch)
- 1993–2016 Dieter Michaelis
- seit 2016 Michael Schulz

## Religionen
In der Gemeinde Küsten gibt es die drei evangelisch-lutherischen Kirchengemeinden Küsten, Krummasel und Meuchefitz, die ein gemeinsames Pfarramt in Küsten mit den Kirchengemeinden Wittfeitzen und Zebelin haben. Die Orte Lübeln, Reitze und Belitz gehören zur St.-Marien-Kirchengemeinde in Plate.

## Kultur und Sehenswürdigkeiten
Auf dem Dorfplatz in Küsten steht eine große Eiche, deren Alter auf mindestens 500 Jahre geschätzt wird. Seit 2013 hat ein Storchenpaar ein Nest auf dem Schornstein der früheren Molkerei und im Jahr 2014 zwei Junge erfolgreich aufgezogen.

### Kirchen

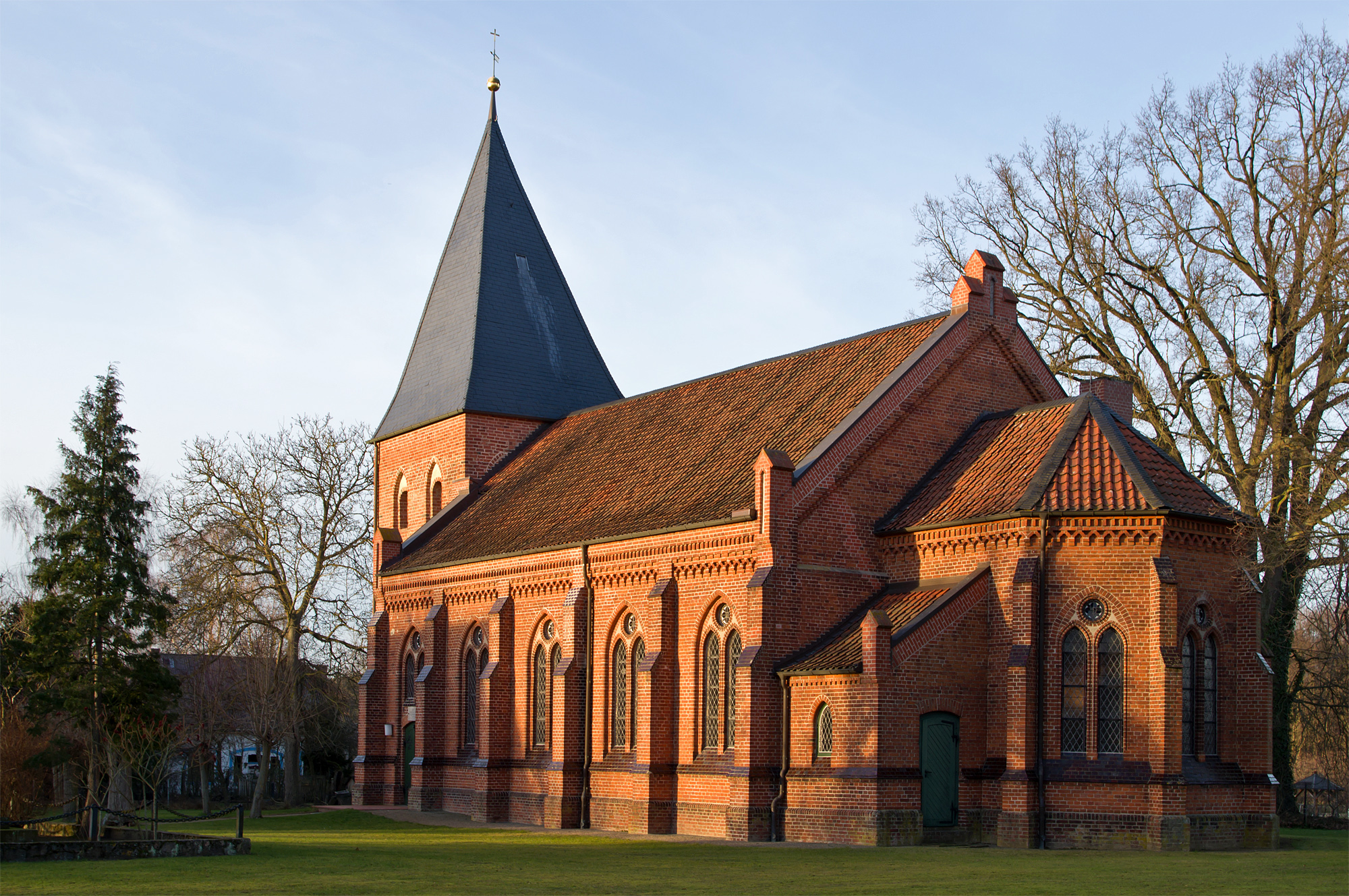
Christuskirche Krummasel

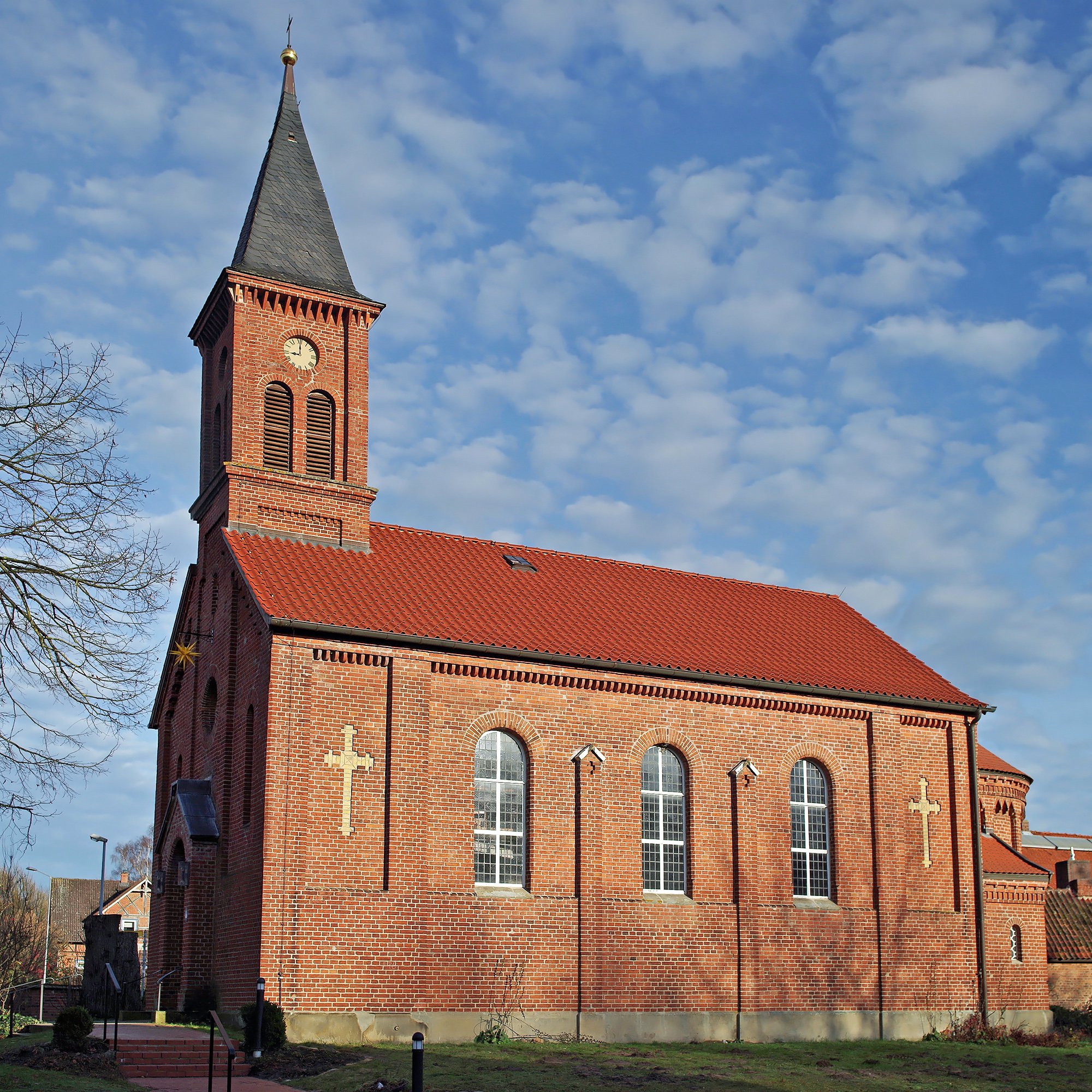
Südseite der Friedenskirche Küsten

Die Friedenskirche Küsten zeichnet sich durch die moderne Gestaltung des Innenraumes aus, die 1998 von dem Künstler Jürgen Goertz entworfen wurde.
Die Christuskirche in Krummasel ist eine neugotische aber wesentlich größere Kirche von 1865. Die Orgel der Kirche wurde von der Orgelbauwerkstatt P. Furtwängler & Hammer gebaut.
Die mittelalterliche Feldsteinkirche in Meuchefitz ist mit Abstand die älteste der drei Kirchen. Der Kanzelaltar ist mit vielen Ornamenten und Malereien verziert. Eine weitere künstlerische Kostbarkeit ist das buntbemalte Marientod-Relief aus dem 15. Jahrhundert. Der Taufengel wird immer noch genutzt.
In Lübeln steht die 1909 mit einem Dachreiter gebaute Marienkapelle  und einer Glocke aus dem 14. Jahrhundert unter alten Eichen neben dem Rundlingsmuseum. Zu den Gottesdiensten sind in der Kapelle fünf Holzskulpturen aus dem 15. Jahrhundert ausgestellt. 1677 wurde erstmals eine Kapelle in Lübeln erwähnt. Die Kapelle gehört zur Kirchengemeinde Plate.

### Schulen und Kindertageseinrichtungen
In Küsten gibt es eine Grundschule. Die Kirchengemeinde Küsten unterhält einen Kindergarten.

### Museen
Im Ortsteil Lübeln findet sich das Rundlingsmuseum Wendlandhof, bei dem es sich um ein Freilichtmuseum handelt. Es zeigt Dauerausstellungen zum ländlichen Leben im Wendland mit seinen Rundlingsdörfern. Dazu gehören Darstellungen zum Chronisten Johann Parum Schultze, der Leinenanbau, eine umfangreiche Trachtenausstellung und der regionale Anbau von alten Kulturpflanzen (Kartoffeln, Gemüse, Getreide) in Schaubeeten, Bauerngarten, Kräutergarten und einem eigenen Ausstellungshaus zu regionalen Apfelsorten sowie Apfelplantage.

### Sport
In Küsten gibt es den SV Küsten mit den Abteilungen Fußball, Eltern-Kind-Turnen, Ju-Jutsu und Gymnastik. Der Sportplatz ist in der Ortschaft Küsten. In den Ortschaften Göttien und Sallahn gibt es zwei Schützenvereine, die Schießsport betreiben.

## Wirtschaft und Infrastruktur

### Verkehr
- Die B 493 Uelzen – Schnackenburg führt direkt durch das Gemeindegebiet. Die Kreisstraße 8 führt von Lüchow über Lübeln nach Sallahn und schließt dann an die B 216 nach Lüneburg an (früher Salzstraße von Lüneburg nach Salzwedel). Die K31 führt durch das Gemeindegebiet und kreuzt die B 493 in Küsten. Durch diese Kreuzung erhält Küsten eine günstige regionale Verkehrslage in Ost-West- und Nord-Süd-Richtung.
- Durch die Gemeinde Küsten führen die Radfernwege Grünes Band Deutschland und Lüneburger Heide-Radweg sowie die Ferienstraßen Deutsche Storchenstraße, Niedersächsische Mühlenstraße und Niedersächsische Spargelstraße.[42] Die „Route der alten Obstsorten im Wendland“ verbindet mehrere wertvolle alte Streuobstwiesen in der Gemeinde miteinander.[43]
- Küsten ist mit Uelzen und Lüchow werktags mehrmals täglich durch eine Buslinie der Regionalbus-Braunschweig-Gesellschaft verbunden.[44]

## Persönlichkeiten
- Johann Parum Schultze (* 1677; † 1740) war Dorfschulze in Süthen im Hannoverschen Wendland.
- Justus Friedrich Danckwerts (* 1779 in Küsten; † 1842 in Göttingen) war Verlagsleiter bei Vandenhoeck & Ruprecht.
- Werner Gifhorn (* 11. April 1938 in Bremen) war Landtagsabgeordneter (SPD), lebt in der Gemeinde Küsten.
- Jürgen Goertz (* 13. März 1939 in Albrechtshagen/Czeluscin, Polen) ist ein deutscher Bildhauer, der zeitweise in Küsten lebte.
- Arnold Stadler (* 9. April 1954) Schriftsteller, lebt in der Gemeinde Küsten.